# Mateiros
Mateiros est une municipalité brésilienne située dans l'État du Tocantins. Elle est connue pour abriter aux alentours une petite piscine naturelle, la Fervedouro, connue pour son sable blanc et son eau cristalline.